# Kyonan
Kyonan (鋸南町, Kyonan-machi) est un bourg du district d'Awa, dans la préfecture de Chiba, au Japon.

## Géographie

### Démographie
Au 1er décembre 2013, la population de Kyonan s'élevait à 8 432 habitants répartis sur une superficie de 45,16 km2.

### Topographie
Le mont Saga occupe une partie du territoire de Kyonan.